# Jade Empire
Jade Empire è un videogioco sviluppato da BioWare e pubblicato nel 2005 da Microsoft Game Studios per Xbox. Il gioco è stato convertito per Microsoft Windows e macOS e distribuito per Xbox 360.

## Modalità di gioco
Il gioco è un videogioco di ruolo dinamico dove i giocatori prendono il controllo di un personaggio spesso soprannominato "Monaco dello Spirito", che possiede sei archetipi di personaggi con diversi valori di salute, energia/Chi e Focus/concentrazione (quest'ultima utile per rallentare il tempo nei combattimenti). I personaggi si dividono in tre personaggi maschili (Lu, Ming e Shen) e tre femminili (Ling, Wu e Jen Zi), più un quarto aggiunto nelle ultime versioni. L'esplorazione della mappa si presenta in una prospettiva in terza persona, ed è possibile accettare missioni da personaggi non giocanti, le quali, una volta completate, ricompensano il giocatore con punti esperienza, crediti del gioco e anche tecniche di combattimento. Oltre al gameplay standard, è possibile giocare anche un minigioco sparatutto con una macchina volante, che ricompensa il giocatore con oggetti e punti esperienza.
I combattimenti si svolgono in tempo reale, con un protagonista e un Seguace da esso scelto che combattono i nemici individualmente o in gruppi. Gli attacchi possono essere normali, pesanti (lenti ma potenti) e ad area (in grado di danneggiare più nemici contemporaneamente). Tutti i personaggi che combattono possono sia bloccare che schivare gli attacchi dei rispettivi avversari. Il protagonista ha, in aggiunta, la possibilità di usare diverse tecniche, che possono essere puramente offensive, difensive, spezza guardia, guaritrici o potenziatrici, e possono essere a mani nude, legate a un tipo di arma o magiche (in questo caso richiederanno l'utilizzo di una porzione di Chi). È anche possibile attivare la modalità Focus, che è in grado di rallentare il tempo consentendo al giocatore di attaccare più liberamente. I nemici sconfitti lasciano come bottino potenziamenti salute e Chi.
Sono presenti anche i dialoghi a scelta multipla, che determinano l'allineamento morale del giocatore, diviso tra "Palmo Aperto" e "Pugno Chiuso". Seppur nessuno dei due percorsi si basa sul bene e sul male, evidenzia comunque l'intento del giocatore: se il primo si basa sull'altruismo, l'altro si affida all'autoaffidamento e può anche conseguire in atti violenti. In ogni caso, ovviamente, tali scelte alterano le reazioni dei personaggi non giocanti e dei membri della squadra del giocatore, e nella parte finale del gioco si dovrà compiere una scelta cruciale nel gioco, che determina l'allineamento del protagonista e l'epilogo nella storia. A proposito di rapporti, vi è anche l'abilità di fidanzarsi con centri membri di squadra, composta da due femmine e un maschio; il protagonista, sia esso maschio o femmina, può fidanzarsi con un membro di squadra femmina e quello maschio, mentre l'altro membro femmina può farsi fidanzare da un maschio. Se il protagonista è un maschio, può anche fidanzarsi con entrambe le donne della squadra, provocando una situazione da triangolo d'amore.